# 東邦高等學校
東邦高等學校是位於日本愛知縣名古屋市名東區平和丘三丁目地區的私立高等學校。
該校棒球部自1960年代起就是愛知縣內的常勝軍，至今已入選選拔高等學校棒球大會超過三十次，其中五次奪得優勝更是全日本最多的紀錄，而成為愛知縣代表參加全國高等學校棒球錦標賽也已超過十次。

## 歷史
學校由下出民義創建於1923年，最初為實業學校，名為「東邦商業學校」，1948年配合日本的學制更名為「東邦高等學校」。